# Anosia rubra
Anosia rubra är en fjärilsart som beskrevs av Van Eecke 1915. Anosia rubra ingår i släktet Anosia och familjen praktfjärilar. Inga underarter finns listade i Catalogue of Life.